# Defense Commissary Agency

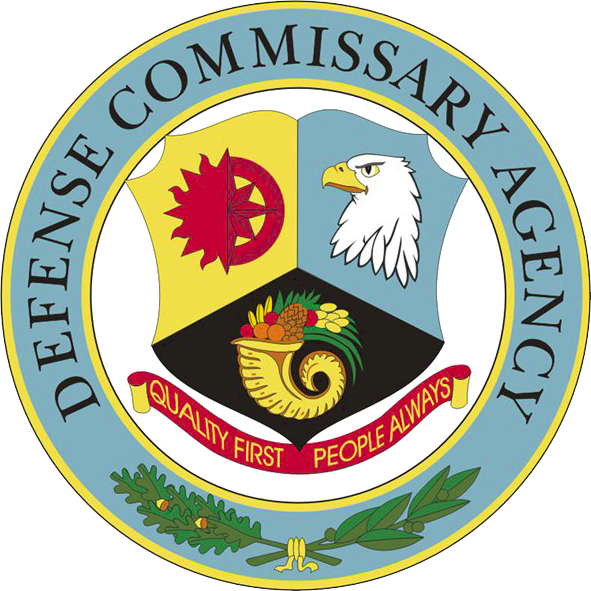
Defense Commissary Agency:s vapen

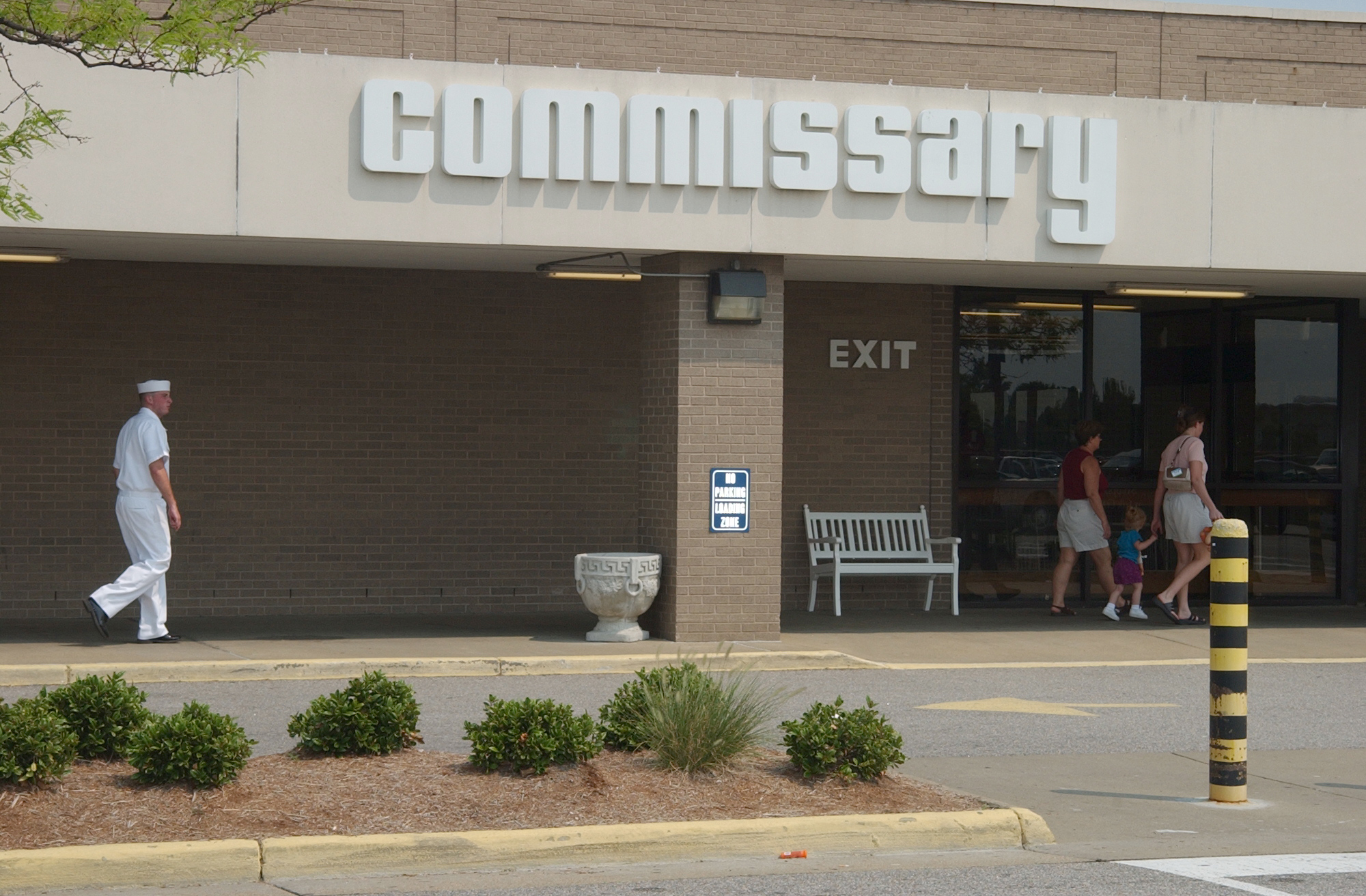
Kommissariet på marinbasen i Norfolk, Virginia.

Defense Commissary Agency (DeCA) är en myndighet under USA:s försvarsdepartement med huvudkontor i Fort Gregg-Adams, Virginia. DeCA driver över 240 butiker - "kommissarier" - i olika länder, som tillhandahåller livsmedel och hushållsprodukter till reducerade priser till amerikansk militär personal, inklusive reservister och nationalgardister, pensionsavgången militär personal samt vissa familjemedlemmar till amerikansk militär personal.

## Historia
DeCA etablerades 1990 och lyder under Under Secretary of Defense for Personnel and Readiness. Det är en efterföljare till flera olika försörjningsorganisationer inom det amerikanska försvaret som har en lång historia av att tillhandahålla varor och tjänster till militärpersonal. Försäljning av varor från förråd till militär personal började redan 1825, och genom åren har systemet utvecklats till dagens moderna kommissarier som erbjuder ett brett sortiment av produkter vid militära baser runt om i världen.

## Funktioner och tjänster
DeCA driver nästan 240 kommissarier världen över och erbjuder livsmedel och hushållsprodukter till självkostnadspris plus en 5% avgift som täcker kostnaden för att bygga nya kommissarier och modernisera befintliga. Den genomsnittliga besparingen för kunderna har uppskattats till 30% jämfört med normala detaljhandelspriser.

## Partnerskap och distribution
Elite Brands LLC, ett försäljnings-, marknadsförings- och distributionsföretag grundat år 2000, är ett av de företag som levererar produkter till DeCA.

## Cybersäkerhetoch teknologi
DeCA driver ett center för nätverkssäkerhetsoperationer samt har en ackreditering som Cybersecurity Service Provider (CSSP) för att säkerställa global nätverksövervakning, skydd och reaktion på kända skadliga hot och sårbarheter som kan påverka organisationens affärsverksamhet negativt. Detta inkluderar inköp av ytterligare hårdvara och programvara för att förbättra DeCA:s nätverksövervakning och säkerställa en säker och säker miljö för kommissariepatroner.